# Maicel Malone-Wallace
Maicel Malone-Wallace  (* 12. Juni 1969 in Indianapolis) ist eine ehemalige US-amerikanische Leichtathletin, deren Spezialstrecke der 400-Meter-Lauf war. Sie wurde ebenfalls in der 4-mal-400-Meter-Staffel ihres Landes eingesetzt.

## Sportliche Erfolge
In der Staffeldisziplin war Malone-Wallace am erfolgreichsten. So gewann sie gemeinsam mit Rochelle Stevens, Kim Graham sowie Jearl Miles Clark die Goldmedaille bei den Olympischen Spielen 1996 in Atlanta in 3:20,91 min vor den Mannschaften aus Nigeria und Deutschland.
Bereits 1993 hatte sie eine Goldmedaille bei den Weltmeisterschaften in Stuttgart – gemeinsam mit Gwen Torrence, Natasha Kaiser-Brown und Jearl Miles Clark – in 3:16,71 min gewonnen. Des Weiteren gewann Malone-Wallace Staffelsilbermedaillen bei den Weltmeisterschaften 1997 – gemeinsam mit Kim Graham, Kim Batten und Jearl Miles Clark – sowie bei den Weltmeisterschaften 1999 im Team mit Suziann Reid, Michelle Collins und erneut Jearl Miles Clark.
Als Einzelstarterin war Malone-Wallace 1991 bei der Universiade mit dem Gewinn der Goldmedaillen im 400-Meter-Lauf sowie mit der Staffel erfolgreich. Ebenfalls Staffelgold gewann sie bei den Panamerikanischen Spielen 1991.
1991 stellte sie einen US-amerikanischen Hallenlandesrekord in der 4-mal-400-Meter-Staffel auf.

## Bestzeiten
Freiluft: 
- 200 m: 22,80 s (1995)
- 400 m: 50,05 s (1994)

Halle:
- 400 m: 52,16 s (1992)

## Sonstiges
Bei einer Körpergröße von 1,76 m betrug ihr Wettkampfgewicht 62 kg.